# Florian Müller (Fußballspieler, 1997)
Florian Müller (* 13. November 1997 in Saarlouis) ist ein deutscher Fußballtorwart. Der beim 1. FSV Mainz 05 ausgebildete ehemalige Juniorennationalspieler steht seit 2023 beim SC Freiburg unter Vertrag.

## Karriere

### Verein
Müller hatte im Saarland beim FV Lebach mit dem Fußballspielen begonnen, ehe er sich dem 1. FC Saarbrücken anschloss. Dort spielte er bis zu seinem Wechsel in das Nachwuchsleistungszentrum des 1. FSV Mainz 05 im Jahre 2013. In Mainz durchlief der Torwart die B- und A-Jugend und erhielt zum 1. Juli 2016 einen Profivertrag für die zweite Mannschaft, die in der 3. Liga spielte. In dieser Liga absolvierte Müller am Ende der Saison 2015/16 seine ersten zwei Pflichtspiele im Seniorenbereich.
Zur Saison 2016/17 rückte Müller fest in den Mainzer Bundesligakader auf, spielte aber weiterhin in der 2. Mannschaft. Nachdem er Mitte November 2017 seinen Vertrag bis zum Jahr 2022 verlängert hatte, gab er am 3. März 2018 sein Debüt in der höchsten deutschen Spielklasse beim Spiel gegen den Hamburger SV. Er vertrat die krankheitsbedingt ausfallenden Torhüter René Adler und Robin Zentner und hielt einen Elfmeter. Für seine Leistung wurde er vom Sportmagazin kicker bundesligaweit zum „Spieler des Tages“ gekürt. Ab März 2018 wurde Müller, der sich nach Adlers Karriereende mit Zentner abwechselte, zum neuen Stammkeeper, bis er Mitte September 2019 wiederum durch Zentner abgelöst wurde. Nach Zentners Kreuzbandriss im März 2020 war er für den Rest der Saison 2019/20 erneut Stammtorwart.
Da zu Beginn der Saison 2020/21 festgelegt wurde, dass Zentner als Stammtorwart auflaufen wird, wurde klar, dass Müller den Verein verlassen wird. Wenige Tage später wechselte er für ein Jahr per Leihe zum SC Freiburg, da sich der nominelle Stammtorhüter Mark Flekken im Pokalspiel gegen SV Waldhof Mannheim eine Verletzung zugezogen hatte. Müller wurde als neuer Stammtorhüter für die Saison verpflichtet, setzte sich dementsprechend gegen Benjamin Uphoff durch und absolvierte bis zur Rückkehr von Flekken 31 Ligaspiele über die volle Distanz.
Zur Saison 2021/22 kehrte Müller nicht mehr nach Mainz zurück, sondern wechselte zum Ligakonkurrenten VfB Stuttgart. Im Februar 2023 verlor er seinen Stammplatz im Tor an Fabian Bredlow. Zur Saison 2023/24 kehrte Müller zum SC Freiburg zurück. Dort wurde er die etatmäßige Nummer zwei hinter Stammtorwart Noah Atubolu.

### Nationalmannschaft
Im Oktober 2015 wurde Müller vom Trainer der deutschen U19-Nationalmannschaft, Marcus Sorg, erstmals in eine Juniorennationalmannschaft berufen. Sein Debüt gab er am 9. Oktober 2015 beim 1:0-Sieg im Freundschaftsspiel gegen die mexikanische U18-Nationalmannschaft, als er in der 46. Minute für Timo Königsmann eingewechselt wurde. Es folgten weitere Einsätze in Freundschaftsspielen gegen die serbische U19-Auswahl (15. November 2015; 1:0-Sieg) und gegen die südkoreanische U19-Nationalmannschaft (29. März 2016; 1:0-Sieg). Bei der U19-Europameisterschaft 2016, die in Deutschland stattfand, kam er in zwei Spielen zum Einsatz. Am 5. Oktober 2016 gab er sein Debüt bei der deutschen U20-Auswahl im Spiel gegen die Vereinigten Staaten. Im März 2018 wurde Müller erstmals von Trainer Stefan Kuntz in den Kader der deutschen U21-Nationalmannschaft berufen. und bestritt im Jahre 2019 zwei Spiele für die Auswahl.
Müller bestritt mit der deutschen Olympiaauswahl beim Fußballturnier der Olympischen Sommerspiele 2020 alle drei Gruppenspiele und schied mit der Mannschaft nach der Gruppenphase aus dem Turnier aus.